# Sport in Ticino
In Ticino si praticano diversi sport ad alti livelli, di seguito un elenco delle società attive per ramo sportivo.
Stato stagione 2017-2018

## Atletica leggera[1]
- GAB Bellinzona, SA Bellinzona, Atletica Tenero 90, Vis Nova Agarone, SAG Gordola, VIRTUS Locarno, US Ascona, SFG Brissago, SFG Biasca, SFG Airolo Sezione Atletica, SAR Rivera, ASSPO Riva San Vitale, Atletica Mendrisiotto, SFG Chiasso, SAV Vacallo, SFG Morbio Inferiore, Società Sportiva Valle di Muggio, SFG Mendrisio, VIGOR Ligornetto, SFG Stabio, SA Massagno, SAL Lugano, USC Capriaschese-Atletica, SAL Lugano sezione Marcia, GAD Dongio, Comacina Atleti.eu, Unitas Malcantone

## Badminton[2]
1. Lega Nazionale A: -
2. Lega Nazionale B: -
3. Prima Lega: -
4. Seconda Lega: -
5. Terza Lega: -
6. Quarta Lega: -
7. Quinta Lega: -

## Baseball[3]
1. Lega Nazionale A: -
2. Lega Nazionale B: -
3. Prima Lega: -

## Calcio[4]

### Maschile
1. Super League:  Lugano
2. Challenge League: Bellinzona
3. Prima Lega Promotion:
4. Prima Lega Classic (Gr. 3): ,  Mendrisio
5. Seconda Lega interregionale (Gr. 4): FC Ascona, Football Club Lugano U-21, FC Locarno, AS Novazzano, AC Taverne 1,  Chiasso
6. Seconda Lega: SC Balerna, FC Contone, Losone Sportiva, AC Malcantone, AC Sementina, AC Vallemaggia, AS Castello, Vedeggio Calcio, FC Cadenazzo, FC Morbio 1, FC Paradiso 1, AS Minusio, FC Rapid Lugano 1, US Arbedo
7. Terza Lega:
  1. (Gr. 1): AS Coldrerio, FC Os Lusiadas, AS Monteceneri, FC Rancate, AS Cademario, US Collina d'Oro, FC Savosa-Massagno, AC Taverne 2, AS Maroggia, SAV Vacallo, CO Boglia Calcio, FC Melide, FC Pura
  2. (Gr. 2): ASC Gordola, FC Solduno, AC Tenero-Contra, US Verscio, US Giubiasco, AS Moesa, US Monte Carasso, AC Ravecchia, GC Carassesi, AS Riarena, US Semine, FC Someo, AC Brissago
8. Quarta Lega:
  1. (Gr. 1): FC Bioggio, AC Canobbio, FC Ligornetto, FC Origlio-Ponte Capriasca, US Sant' Antonino, FC Porza, FC Stella Capriasca 1, AS Comano, FC Insubrica, AC Lema, FC Riva, FC Ceresio
  2. (Gr. 2): Leventina Calcio, FC Camorino, FC Drina Faido, AS Lusitanos, AS Portoghesi Ticino, US Azzurri, FC Claro, FC Intragna, FC Makedonija, US Pro Daro, SC Rorè, FC Gravesano-Bedano
  3. (Gr. 3): AS Verzaschesi
  4. (Gr. 4):
9. Quinta Lega:
  1. (Gr. 1): AS Arogno, ASM Arzo, AS Isone, AS Monteceneri 2, FC Paradiso 2, FC Stella Capriasca 2, FC Moderna, AP Campionese, AS Rovio, AC Momo, FC Rapid Lugano 2, AS Arosio, AS Villa Luganese
  2. (Gr. 2): US Chironico, AC Codeborgo, FC Lodrino, FC Pedemonte, AC San Vittore, AS Tegna, FC Preonzo 2, AS Sessa, FC Rapid Bironico, FC Juventus Cresciano, AS Gorduno, AS Gnosca
  3. (Gr. 3): FC Ascona 2, FC Preonzo 1, FC Alta Moesa, FC Aquila, FC Bodio, FC Aramaici Suroye

### Femminile
1. Women's Super League:  Lugano 1976
2. Lega Nazionale B: -
3. Prima Lega: US Gambarogno
4. Seconda Lega (IFV): SC Balerna
5. Terza Lega (IFV): FCF Rapid Lugano II
6. Quarta Lega: -

### A 5/Futsal[5]

#### Maschile
1. Premier League: -
2. Lega Nazionale A (Gr. est): Lugano Pro Futsal
3. Lega Nazionale B (Gr. 4): US Giubiasco Futsal Team

### Beach Soccer[6]

#### Maschile
1. Suzuki Swiss Beach Soccer League: -
2. Swiss Beach Soccer Summer League: -

#### Femminile
1. Swiss Beach Soccer Summer League: -

## Canoismo (Regata, Acque vive)[7]
- Gruppo Canoisti Ticinesi

## Canottaggio[8]
- Società Canottieri Ceresio, Società Canottieri Locarno, Club Canottieri Lugano, Società Canottieri Audax Paradiso

## Ciclismo[9]
- CGCERESIO SAN BERNARDINO, VC Arbedo-Castione, VC Bellinzona, VC Tre Valli Biasca, VC Brissago, La Wildhorses Gang di Coldrerio, VC Locarno, VC Lugano, VC Mendrisio, MTBExpedition Minusio, VC Monte Tamaro Rivera, BMX-Club Ticino

## Corsa d'orientamento[10]
- ASCO Lugano, ASTI Regional-Verband TI, C.O. AGET Lugano, CO UTOE Bellinzona, GOLD Savosa, Gruppo Orientisti Vallemaggia GOV, O-92 Piano di Magadino, SAM Massagno, SCOM Mendrisio, Società UNITAS Malcantone

## Curling[11]

### Maschile
1. Lega Nazionale A: -
2. Lega Nazionale A: -
3. Campionato Regionale (TI): Curling Club Ascona, Curling Club Chiasso, Curling Club Lugano, Curling Club Ronco s/Ascona

### Femminile
1. Lega Nazionale A: -
2. Campionato Regionale (TI): Curling Club Ascona, Curling Club Chiasso, Curling Club Lugano, Curling Club Ronco s/Ascona

## Danza

### Sportiva[12]
- Campione Danza Ticino

### Su ghiaccio[13]
- Club di Pattinaggio Ascona, Club di Pattinaggio Biasca, Club di Pattinaggio Bellinzona, Club Pattinaggio Chiasso, Club Pattinaggio Lugano

## Football Americano[14]
1. Lega Nazionale B: Lugano Rebels

## Golf[15]

### Maschile
1. Lega Nazionale A1: Golf Gerre Losone
2. Lega Nazionale A2: -
3. Lega Nazionale A3: Golf Club Lugano
4. Lega Nazionale A4: -
5. Lega Nazionale B1: -
6. Lega Nazionale B2: -
7. Lega Nazionale B3: Golf Gerre Losone, Golf Club Lugano
8. Lega Nazionale B4: Golf Club Patriziale Ascona
9. Lega Nazionale B5: -

### Femminile
1. Lega Nazionale A1: Golf Club Patriziale Ascona, Golf Club Lugano
2. Lega Nazionale A2: -
3. Lega Nazionale B1: -
4. Lega Nazionale B2: -
5. Lega Nazionale B3: -
6. Lega Nazionale B4: -

## Hockey

### Inline[16]

#### Maschile
1. Lega Nazionale A: IHC Malcantone, IH Sayaluca Lugano Cadempino
2. Lega Nazionale B: Novaggio Twins
3. Prima Lega (Gr. B): SHC Paradiso Tigers, IH Sayaluca Lugano Cadempino II
4. Seconda Lega (Gr. D): COB Unicorns Skater Hockey, IHC Malcantone II, Capolago Flyers I, Capolago Flyers II, SHC Eagles Vedeggio, IH Rangers Lugano

#### Femminile
1. Lega Nazionale: Novaggio Twins

### Su ghiaccio[17]

#### Maschile
1. Lega Nazionale A:  Ambrì-Piotta,  Lugano
2. Lega Nazionale B: - GDT Bellinzona Snakes
3. Prima Lega (Gr. 1):  Ceresio,  Chiasso
4. Seconda Lega (Gr. 1): GDT Bellinzona, HC Valleverzasca
5. Terza Lega (Gr. 1A): HC Ascona, HC Blenio, HC Ceresio II, HC Chiasso, HC Cramosina, HC Locarno, HC Lodrino, HC Nivo, HC Pregassona Red Fox, HC Vallemaggia
6. Quarta Lega: -

#### Femminile
1. Lega Nazionale A:  Lugano Ladies
2. Lega Nazionale B: HC Chiasso
3. Lega Nazionale C (Gr. 1): HC Ceresio Eagles

### Su pista (a rotelle)[18]

#### Maschile
1. Lega Nazionale A: RC Biasca
2. Lega Nazionale B: -
3. Lega Nazionale C: -

#### Femminile
1. Lega Nazionale: -

### Su prato[19]

#### Maschile
1. Lega Nazionale A: -
2. Lega Nazionale B: HAC Lugano
3. Prima Lega: -

#### Femminile
1. Lega Nazionale A: -
2. Lega Nazionale B: -

### Su prato indoor[20]

#### Maschile
1. Lega Nazionale A: -
2. Lega Nazionale B: HAC Lugano
3. Prima Lega: -
4. Seconda Lega: -

#### Femminile
1. Lega Nazionale A: -
2. Lega Nazionale B: -
3. Prima Lega: -

## Hornuss[21]
1. Lega Nazionale A: -
2. Lega Nazionale B: -
3. Prima Lega: -
4. Seconda Lega: -
5. Terza Lega: -
6. Quarta Lega: -
7. Quinta Lega: -

## Judo/Ju-Jitsu
- Judo Kwai Biasca, Scuola di Judo e Fitness Club 7+, Shung Do Kwan Bellinzona, Judo-Budo-Club Bellinzona, JJJS Lazzarin Locarno, Judo Kwai Muralto, Club Difesa Personale S. Antonino, Judo Club Ceresio Caslano, Budo Club Vedeggio Manno, JJK Club.ch, Judo Waza Capriasca, Judo-Club Cadro, Judo Zen Pregassona, Judo-Budo-Club Lugano, Judo Do Yu Kai Paradiso, Do Yu Kai Chiasso

## Karate[22][23]
1. Swiss Karate League: Shorin Ryu Karate Pregassona

- Altri: Karate Club Bellinzona, Karate Club Biasca, Karate Club Blenio, Karate Club Locarno, Arti Marziali Mendrisio - Taketomikai, BUSHI NO TE Avegno, Arti Marziali Airolo

## Lotta[24]
1. Lega Nazionale A: -
2. Lega Nazionale B: -
3. Prima Lega: -

## Nuoto[26]
- Società Nuoto Bellinzona, Capriasca Water Team, Società Nuoto Chiasso, Flipper Team Locarno, Nuoto Sport Locarno, Nuotatori Luganesi 84, Lugano Nuoto Pallanuoto, Società Nuoto Lugano, Società Nuoto Mendrisio, Mendrisiotto-Nuoto, Acquatic Club Ticino, A-Club Swimming Team Savosa, Team Nuoto Tesserete

### Sincronizzato[27]
- Lugano Nuoto-Pallanuoto-Sincro
- Bissone Nuoto Sincro
- Nuoto Sport Locarno

## Pallacanestro[29]

### Maschile
1. Lega Nazionale A:  Lugano Tigers,  SAV Vacallo,  SAM Massagno
2. Lega Nazionale B: Template:Basket Denti della Vecchia
3. Prima Lega: Template:Basket Gordola,  Lugano Tigers U-23,  SAM Massagno U-23
4. Seconda Lega: Pallacanestro Bellinzona, Società Pallacanestro Star Gordola
5. Terza Lega: -

### Femminile
1. Lega Nazionale A:  Pall. Muraltese,  Riva Basket
2. Lega Nazionale B: -
3. Prima Lega:  Bellinzona
4. Seconda Lega:

### In carrozzina
1. Lega Nazionale: Gruppo Paraplegici Ticino

### Adattato
1. Lega Nazionale A: -
2. Lega Nazionale B: Basket Club 88

### Pallacesto[30]

#### Maschile
1. Lega Nazionale A: -
2. Lega Nazionale B: -
3. Prima Lega: -

#### Femminile
1. Lega Nazionale A: -
2. Lega Nazionale B: -
3. Prima Lega: -

## Pallamano[31]

### Maschile
1. Lega Nazionale A: -
2. Lega Nazionale B: -
3. Prima Lega: -

### Femminile
1. Swiss Premium League 1: -
2. Swiss Premium League 2: -
3. Prima Lega: -

## Pallapugno[32]

### Maschile
1. Lega Nazionale A: -
2. Lega Nazionale B: -
3. Prima Lega: -

### Femminile
1. Lega Nazionale A: -
2. Lega Nazionale B: -
3. Prima Lega: -
4. Seconda Lega: -

## Pallavolo

### Maschile
- Lega Nazionale A: Pallavolo Lugano
- 1a Lega: Pallavolo Lugano II

### Femminile
- Lega Nazionale A: Ticinocom Volley Bellinzona VT
- Lega Nazionale B: GSGV Giubiasco
- 1a Lega: Pallavolo Lugano, Sm Morbio Volley

## Unihockey[33]

### Campo grande

#### Maschile
1. Lega Nazionale A: -
2. Lega Nazionale B: Ticino Unihockey, Regazzi Verbano UH Gordola
3. Seconda Lega: Sportiva Unihockey Mendrisiotto
4. Terza Lega: Unihockey Collina d'Oro, Gambarognese UHC, Regazzi Verbano UH Gordola II, UHC Lugano, Sportiva Unihockey Mendrisiotto II, Flippers-Tanachin S. Gottardo, UH Eagles Sementina, UH Team Tenero

#### Femminile
1. Lega Nazionale A: -
2. Lega Nazionale B: -
3. Prima Lega: -
4. Seconda Lega (Gr. 3): Mendrisiotto Ligornetto

### Campo piccolo

#### Maschile
1. Prima Lega: -
2. Seconda Lega (Gr. 3): SAM Massagno UH
3. Terza Lega (Gr. 5): BrissaGolino Dragons, S.G. Concordia Giubiasco
4. Quarta Lega (Gr. 10): UHC Ascona, Blenio Stars Unihockey, Unijoker Capriasca, Regazzi Verbano UH Gordola III, SAM Massagno UH II, UH Minusio, Mendrisiotto Ligornetto III, UHC ValColla, UH Vallemaggia Cavergno
5. Quinta Lega (Gr. 8): UH Eagles Sementina II, UH Vallemaggia Cavergno II

#### Femminile
1. Prima Lega: -
2. Seconda Lega (Gr. 9): Regazzi Verbano UH Gordola, Flippers-Tanachin S. Gottardo, UH Vallemaggia Cavergno

## Rugby

### Maschile
- Lega Nazionale A: Rugby Lugano (Sito internet)
- MiniRugby: Rugby Club Vacallo (Sito internet)

## Softball[34]
1. Lega Nazionale: -